# Oscar Muller
Pour les articles homonymes, voir Muller.
Oscar Muller, né le 28 juillet 1957 à Rosario (Argentine) et mort le 19 août 2005 à Saint-Pierre sur l'île de La Réunion, est un footballeur argentin naturalisé français.
Ce milieu de terrain était doté d'un excellent pied droit.

## Biographie
La carrière d’Oscar Muller se résume essentiellement au FC Nantes, club où il succède à son père Ramon de 1973 à 1984. 
Après sa carrière, il s'installe à La Réunion. Il y trouve la mort à la suite d'un accident de la route. Il laisse derrière lui 3 enfants : Amélia, Flora et Pierre-Alexandre.
L'unique tribune encore en place du stade Marcel-Saupin porte son nom depuis 2009.

## Carrière
- Stade briochin
- 1973-1984 :  FC Nantes
- 1984-1986 :  Stade rennais
- 1986-1987 :  Amiens SC
- 1987-1988 :  AS Angoulême

## Palmarès
- Champion de France en 1977, 1980 et 1983 avec le FC Nantes
- Vainqueur de la Coupe de France en 1979 avec le FC Nantes
- Finaliste de la Coupe de France en 1983 avec le FC Nantes
- Vainqueur de la Coupe Gambardella en 1974 et 1975 avec le FC Nantes